# A Good Marriage
A Good Marriage é um filme de suspense psicológico estadunidense de 2014 baseado no livro homônima de Stephen King.[carece de fontes?] É estrelado por Joan Allen, Anthony LaPaglia, Kristen Connolly e Stephen Lang. Foi lançado em 3 de outubro de 2014.

## Sinopse
Após 25 anos felizes de casamento, Darcy (Joan Allen) descobre um segredo sinistro de seu marido e deve tomar medidas drásticas para evitar que seja exposto, a fim de proteger seus filhos.[carece de fontes?]

## Elenco
- Joan Allen como Darcy Anderson
- Anthony LaPaglia como Bob Anderson
- Kristen Connolly como Petra Anderson
- Stephen Lang como Holt Ramsay
- Cara Buono como Betty Pike
- Mike O'Malley como Bill Gaines
- Theo Stockman como Donnie Anderson

## Desenvolvimento
Em 19 de maio de 2012, o ScreenDaily relatou que Will Battersby e Peter Askin estavam produzindo uma adaptação de A Good Marriage; Askin foi anunciado como diretor do longa-metragem baseado no livro de Stephen King. Em 11 de setembro de 2012, Joan Allen foi anunciada como a protagonista do filme.

## Lançamento
O filme foi lançado nos Estados Unidos em 3 de outubro de 2014.

## Recepção
O Rotten Tomatoes, relata que 35% dos 20 críticos deram ao filme uma resenha positiva; a avaliação média foi 4,8/10. O Metacritic avaliou como 43/100 com base em oito avaliações..